# James D. Hardy (Mediziner)
James Daniel Hardy (* 14. Mai 1918 in Newala, Alabama; † 19. Februar 2003 in Jackson, Mississippi) war ein US-amerikanischer Chirurg.

## Leben
Sein Vater hatte eine Zitronenplantage und er besuchte die High School in Montevallo. Hardy studierte ab 1938 an der University of Alabama und danach Medizin an der University of Pennsylvania School of Medicine mit dem M.D. 1942. Danach absolvierte er dort seine Facharztausbildung in innerer Medizin (Residency). Im Zweiten Weltkrieg war er ab 1944 beim US Army Medical Corps im 81. Field Hospital in Europa. Nach den Erfahrungen beim Militär beschloss er sich der Chirurgie zuzuwenden und begann eine Facharztausbildung in Chirurgie an der University of Pennsylvania Medical School. 1951 erhielt er einen Master in physiologischer Chemie von der University of Pennsylvania für seine Forschungen über die Verwendung von schwerem Wasser zur Untersuchung von Körperflüssigkeiten. 1951 wurde er Assistant Professor in Chirurgie und Leiter der chirurgischen Forschung an der University of Tennessee in Memphis und 1953 erhielt er den Lehrstuhl für Chirurgie. 1952 erschien sein erstes Buch (Surgery and the Endocrine System). 1955 erhielt er den ersten Lehrstuhl für Chirurgie an der neu gegründeten University of Mississippi School of Medicine in Jackson (einer Universität mit vierjähriger Medizinerausbildung), was er bis 1987 blieb, als er in den Ruhestand ging. 
Er unternahm die erste Herztransplantation und erste Xenotransplantation eines Herzens am Menschen, als er am 24. Januar 1964 am University of Mississippi Medical Center in Jackson dem sterbenden Boyd Rush das Herz eines Schimpansen einpflanzte. Es schlug je nach Quelle zwischen einer und anderthalb Stunden, bevor der Patient, der im Koma lag, starb. Die Operation demonstrierte die prinzipielle Möglichkeit einer Herztransplantation, führte aber auch zu einer sehr heftigen Debatte um die ethische Vertretbarkeit.
Im Juni 1963 unternahm er die erste Lungentransplantation bei einem zu lebenslänglich Gefängnis verurteilten Patienten mit Lungenkrebs. Er verpflanzte einen linken Lungenflügel, erkannte aber schon bei der Operation, dass der Krebs auch auf die rechte Lungen übergegriffen hatte. Hardy versprach sich aber eine bessere Lebensqualität für den Patienten bei Fortsetzung der Operation. Er starb 18 Tage später an Nierenversagen. Diese Pionier-Transplantationen stießen damals auf teilweise heftige Kritik.
1987 leitete er ein Team, bei dem zwei Lungenflügel ohne das Herz verpflanzt wurden. 
Einige seiner Bücher gehörten zu den Standardlehrbüchern für Chirurgie in den USA und er schrieb zwei Autobiographien.
1949 heiratete er Louise Scott Sams, mit der er vier Töchter hatte, drei davon Ärztinnen.
1991 erhielt er den Rudolph Matas Award in Herzchirurgie. Er war Präsident der Society of University Surgeons, der Society of Surgical Chairmen, der Southern Surgical Association, des American College of Surgeons, der American Surgical Association und der International Society of Surgery und war Ehrenmitglied der französischen Akademie für Medizin, der französischen Chirurgenvereinigung und des Royal College of Surgeons in London.